# Galactocerebrosidase
Galactocerebrosidase (auch: Galactosylceramidase) ist das Enzym in Wirbeltieren, das Galactose von Galactocerebrosiden abspaltet. Der Abbau dieser Glycolipide, die ein Bestandteil des Myelins sind, findet in den Lysosomen der Zellen statt. Mutationen im GALC-Gen sind beim Menschen Ursache für einen Mangel an diesem Enzym, und dieser für eine seltene erbliche Stoffwechselkrankheit, den Morbus Krabbe.
Galactocerebrosidase ist Mitglied der Familie 59 in der Klassifikation der Glykosidasen nach Henrissat.